# Wilfried II. (Cerdanya)

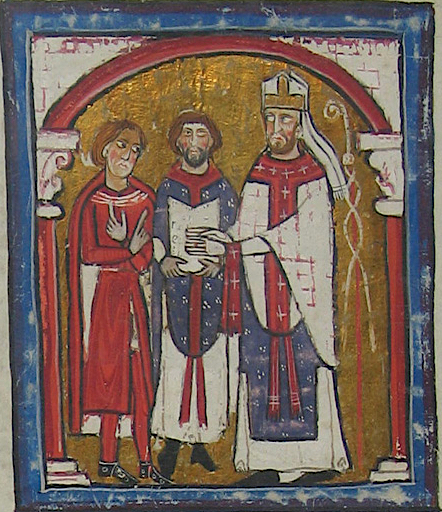

Wilfried II. (katalanisch Guifré; * um 970; † 1050) war ein Graf von Cerdanya, Conflent und Berga aus dem Haus Barcelona. 
Er war ein Sohn von Oliba Cabreta († 990), von dem er Cerdanya und Conflent erbte, während Besalú und Berga an seine Brüder Bernard I. Taillefer und Oliba dem Abt gingen. Als der Vater 988 in das Kloster Montecassino eintrat, stellte er seine unmündigen Söhne unter den Schutz Papst Johannes XV. Nachdem Oliba 1003 seine klerikale Laufbahn eingeschlagen hatte, konnte Wilfried auch Berga übernehmen.
Im Jahr 1001, dem sechsten Jahr der Herrschaft König Roberts II., gründete Wilfried die Abtei Sant Martí del Canigó, die am 10. November 1009 von seinem Bruder Oliba geweiht wurde. Für seine Grafschaft kämpfte er für die Befreiung von der Jurisdiktion des Bistums Urgell, dies auch im Konflikt mit dem heiligen Ermengol. Im Jahr 1003 kämpfte Wilfried an der Seite von seinem Bruder Bernard I. von Besalú, Ermengol I. von Urgell und Raimund Borrell von Barcelona in der siegreichen Schlacht von Torà (bei Lleida) gegen die Mauren von al-Andalus.
Am 8. November 1035 legte Wilfried sein Testament nieder, in dem er die Aufgabe des weltlichen Lebens zugunsten dessen eines Mönchs in Canigó bekundete. Dort starb er im Jahr 1050 und wurde auch bestattet.
Wilfrieds erste Frau hieß Gisela, die erstmals in einer Schenkung an Canigó vom 12. Juni 1006 genannt wird. Am 20. März 1020 verfasste sie ihr Testament. Seine zweite Frau Isabel wird zwischen den Jahren 1025 und 1038 genannt. Aus den Ehen gingen neun Kinder hervor:
- Raimund Wilfried (1035–1068), Graf von Cerdanya und Conflent.
- Wilfried (†.1079), Erzbischof von Narbonne.
- Berengar († 1053), Bischof von Elne.
- Arduin († 1050).
- Wilhelm Wilfred († 1075), Bischof von Urgell.
- Bernard († 1050), Graf von Berga.
- Berengar († 1093), Graf von Berga, Bischof von Girona.
- Fe (Fides, Foy), ⚭ mit Hugo, Graf von Rouergue.

## Weblink
- COMTES de CERDANYA 897-1118 bei Foundation for Medieval Genealogy.ac

| Vorgänger     | Amt                                          | Nachfolger       |
| ------------- | -------------------------------------------- | ---------------- |
| Oliba Cabreta | Graf von Cerdanya Graf von Conflent 988–1035 | Raimund Wilfried |
| Oliba der Abt | Graf von Berga 1003–1035                     | Bernard I.       |

| Personendaten    | Personendaten                                 |
| ---------------- | --------------------------------------------- |
| NAME             | Wilfried II.                                  |
| ALTERNATIVNAMEN  | Wilfried I. von Berga, Guifré Vifredo Wifredo |
| KURZBESCHREIBUNG | Graf von Cerdanya und von Berga, Mönch        |
| GEBURTSDATUM     | um 970                                        |
| STERBEDATUM      | 1050                                          |